# Цигленце
Цигленце (словен. Ciglence) — поселення в общині Дуплек, Подравський регіон‎, Словенія.